# Benedita Pereira
Benedita Gonçalves Aires Pereira (Porto, 27 de Julho de 1985) é uma actriz portuguesa.

## Biografia
Concluiu o ensino secundário na Escola Secundária Garcia de Orta (Porto). Recebeu formação no Balleteatro - Centro de Formação e fez vários estágios com profissionais de teatro, cinema e televisão como Carla Bolito, António Pedro Vasconcelos ou Nicolau Breyner. Foi dirigida no teatro por Filipe Crawford na peça Ubardo de Luísa Costa Gomes, no Teatro Nacional S. João (1998/99) e por Carlos Fraga em 1755 O Grande Terramoto no Teatro da Trindade (2006).
Teve as primeiras aparições na televisão em A Lenda da Garça (1999) e O Bairro da Fonte (2002), mas foi como protagonista da primeira edição da série juvenil Morangos com Açúcar (2003/04) onde mais se notabilizou e que atingiu grande popularidade. Tem continuado a integrar os elencos de novelas, como Ninguém Como Tu (2005) e Tempo de Viver (2006).
Frequentou o Lee Strasberg Institute, em Nova Iorque, recusando ser protagonista da telenovela da TVI - "Deixa-Me Amar", para tentar evoluir e lutar por uma carreia internacional nos Estados Unidos. Viveu com a actriz Daniela Ruah.
Casou a 9 de Julho de 2011 com o empresário David de Magalhães Sarmento de Albuquerque da Quinta, do qual se divorciou em 2016, sem descendência. Voltou a Casar em 25 de Julho de 2018 em Lagos com o Artista Plástico Francisco Roldão da Cruz 
Em 2015 voltou a Portugal para ser protagonista da  telenovela da TVI, "Santa Bárbara", onde fez de "Gabriela Soares".
Em 2017 mudou-se para a RTP1 para protagonizar a série Sim, Chef! ao lado de Miguel Guilherme e Diogo Martins. Semanas depois da estreia da mesma foi encomendada uma segunda temporada da série devido às boas audiências, participando também da mesma.

### Vida pessoal
Casou-se com Francisco Roldão Cruz, em segredo, no dia 25 de julho de 2018, na Conservatória do Registo Civil de Lagos, no Algarve Em 26 de Fevereiro de 2020 foi mãe de Álvaro, fruto da relação da atriz com Francisco Eduardo Roldão.

## Televisão
| Ano         | Projeto                             | Papel                      | Notas                 | Canal           |
| ----------- | ----------------------------------- | -------------------------- | --------------------- | --------------- |
| 1999        | Ora Viva!                           |                            | Participação Especial | RTP1            |
| 1999        | A Lenda da Garça                    | Luzinha                    | Participação Especial | RTP1            |
| 2001        | O Bairro da Fonte                   | Cláudia                    | Participação Especial | SIC             |
| 2003 - 2004 | Morangos com Açúcar (1.ª temporada) | Joana Duarte               | Protagonista          | TVI             |
| 2004        | Morangos com Açúcar (2.ª temporada) | Joana Duarte               | Participação Especial | TVI             |
| 2005        | Ninguém como Tu                     | Teresa Albuquerque         | Co- Protagonista      | TVI             |
| 2006 - 2007 | Tempo de Viver                      | Mónica Valentim            | Co- Antagonista       | TVI             |
| 2008        | Casos da Vida                       | Marisa                     | Protagonista          | TVI             |
| 2008        | A Vida Privada de Salazar           | Hermínia                   | Participação Especial | SIC             |
| 2009        | Ele É Ela                           | Julieta                    | Protagonista          | TVI             |
| 2010        | Maternidade                         | Aurora                     | Participação Especial | RTP1            |
| 2014        | Mar Salgado                         | Vera                       | Participação Especial | SIC             |
| 2015 - 2016 | Santa Bárbara                       | Gabriela Soares            | Protagonista          | TVI             |
| 2016 - 2017 | Donos Disto Tudo                    | Vários Papéis              | Participação          | RTP1            |
| 2017        | Sim, Chef!                          | Francisca Guimarães "Kika" | Protagonista          | RTP1            |
| 2019 - 2020 | Prisioneira                         | Monique Matias             | Elenco Principal      | TVI             |
| 2020        | O Mundo Não Acaba Assim             | Vitória                    | Elenco Principal      | RTP1            |
| 2025        | Favàritx                            | Maria Inês                 | Elenco Principal      | RTP1            |
| 2025        | Ninguém como Tu                     | Júlia Gaspar dos Santos    | Elenco Principal      | TVI/Prime Video |
| 2025 - 2026 | Terra Forte                         | Flor Terra Forte           | Protagonista          | TVI             |

## Cinema
- 2010 - Tu e Eu (curta metragem)
- 2008 - Ratos (Overlook filmes, André Reis)
- 2004 - Talents (curta metragem)
- 2019 - Quero-te Tanto!

## Teatro
- Ubardo (1998/1999), dirigida por Filipe Crawford
- Morangos com Açúcar - A Peça (2004/2005), dirigida por Atílio Riccó
- 1755 - O Grande Terramoto (2006), dirigida por Carlos Fraga
- A Senhora de Debuque (2024), dirigida por Álvaro Correia
- Hedda Gabler (2025), dirigida por Miguel Jesus

## Streaming
| Ano  | Projeto         | Papel                   | Notas            | Canal       |
| ---- | --------------- | ----------------------- | ---------------- | ----------- |
| 2023 | Rabo de Peixe   | Elvira Dutra            | Elenco Adicional | Netflix     |
| 2025 | Ninguém como Tu | Júlia Gaspar dos Santos | Elenco Principal | Prime Video |

## Participações especiais
- DeLuxe (2008-2010)
- Jornal Nacional (2009)
- 5 Para a Meia Noite (2009)
- Uma Canção Para Ti (2009)
- Festa de Verão 15 anos TVI (2008)
- Dança Comigo (2007)
- Contacto (2006)
- Canta por Mim (2006)
- Apresentação da PSP de Katty Xiomara (2006)
- Você na TV! (2006)
- HermanSIC (2006)
- 6Teen (2005)
- Só Visto (2005)
- Gala da TVI - 11 Anos (2004)
- Max Payne 3 (2012) - "Fabiana Branco"
- The Blacklist (2017) - Temporada 4 Episódio 19 "Dr. Bogdan Krilov"
- Versailles (2018) - 3ª temporada, episódios 9 (The Powder Keg) e 10 (The Legacy)

## Publicidade
- Optimus Portugal (2007)
- Rede4 (2007)

## Música
- Videoclipe Everything Is So Confusing de Sugarleaf

## Metragens especiais
- Gala da Ficção Nacional, 2008
- Gala do 15º aniversário da TVI, 2008
- Clube Morangos, TVI, 2006

## Prémios
- Melhor Atriz de Série - Ele é ela (TVI) - Troféu TV 7 Dias no I Troféus de Televisão 2009[12]